# سومونته
سومونته (به ایتالیایی: Summonte) یک کومونه در ایتالیا است که در استان آولینو واقع شده‌است.

## خصوصیات
سومونته ۱۲ کیلومترمربع مساحت و ۱٬۶۳۶ نفر جمعیت دارد و ۷۳۰ متر بالاتر از سطح دریا واقع شده‌است.